# Antoni Rokita

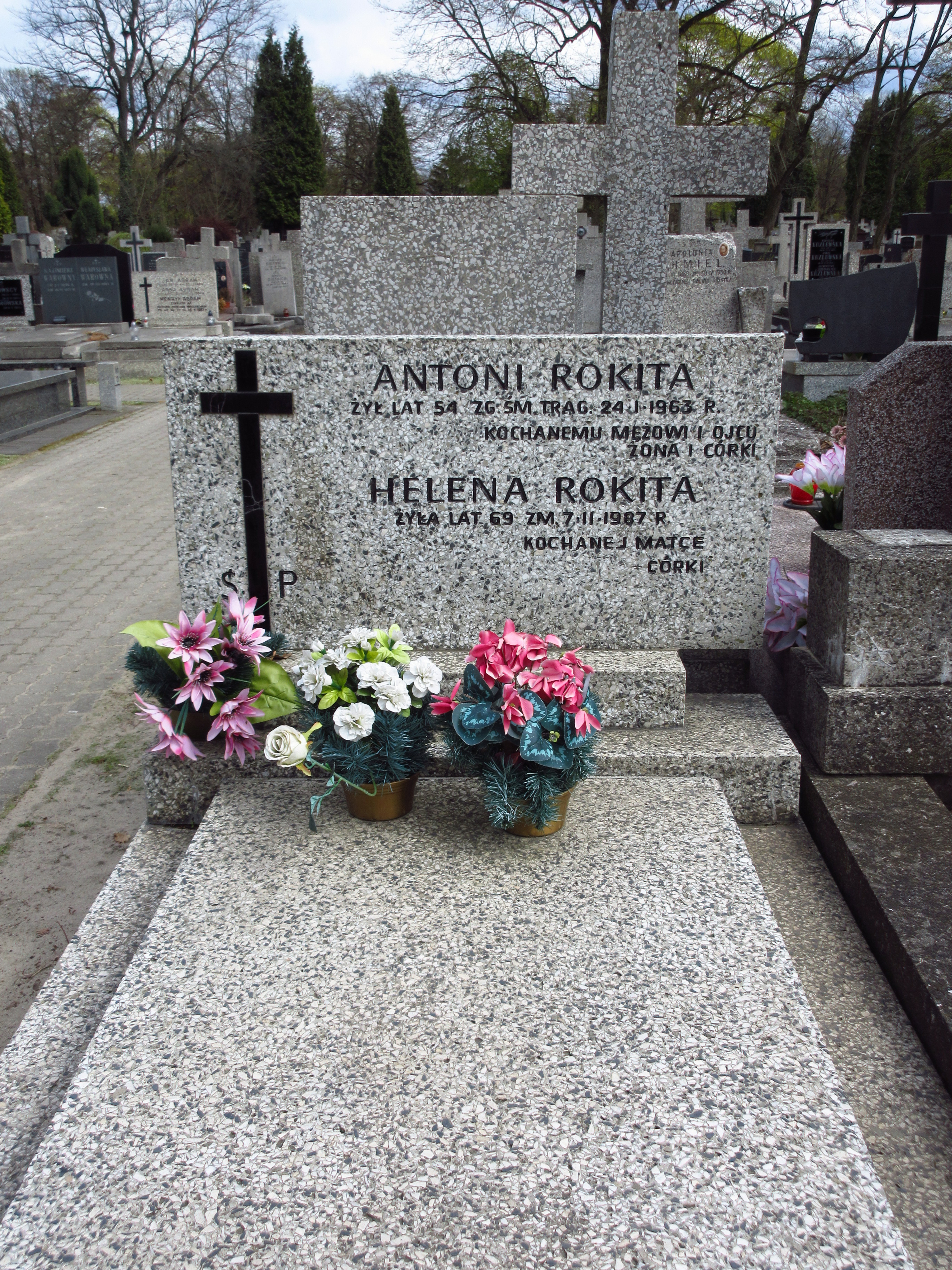
Grób Antoniego Rokity na cmentarzu Bródnowskim

Antoni Rokita (ur. 25 maja 1909 w Piskorowie, zm. 25 stycznia 1963) – zapaśnik w stylu klasycznym, olimpijczyk z Berlina 1936.

## Życiorys
Jego rodzicami byli Paweł i Stanisława. Pracując jako blacharz w „Fabryce Czekolad E. Wedel, Spółka Akcyjna”, reprezentował barwy Robotniczego Klubu Sportowego "Rywal". W latach 1935–1939 był mistrzem kraju w wadze koguciej. W 1947 roku zdobył tytuł mistrza polski w kategorii muszej. W 1936 został członkiem kadry na igrzyska olimpijskie w Berlinie. W pierwszej kolejce pokonał Belga Alfreda Gillesa (5.53 min.), w drugiej przegrał w 8.08 min. z Norwegiem Ivarem Stokke, a w trzeciej uległ Szwedowi Egonowi Svenssonowi (4.49 min.) odpadając z turnieju i zajmując ostatecznie miejsca 11-12.
Po II wojnie światowej powrócił do treningów w barwach Rywala. Obok startów udzielał się społecznie w Okręgowym Związku Zapaśniczym w Warszawie.
25 stycznia 1963 zginął w wyniku wypadku przy pracy.
31 stycznia został pochowany na cmentarzu Bródnowskim (Kw. 66C, rząd 4, grób 31).